# Håkon Haugli

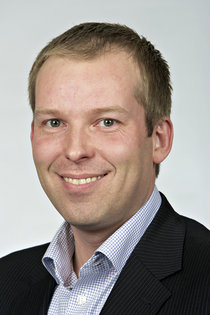
Håkon Haugli

Håkon Haugli (sinh ngày 21 tháng 5 năm 1969) là Giám đốc điều hành của Đổi mới Na Uy, công cụ quan trọng nhất của chính phủ cho sự đổi mới và phát triển của các doanh nghiệp và ngành công nghiệp Na Uy. Trước khi gia nhập Đổi mới Na Uy vào tháng 5 năm 2019, ông là Giám đốc điều hành của Abelia, hiệp hội kinh doanh cho các doanh nghiệp dựa trên kiến thức và công nghệ Na Uy. Hiệp hội này là một phần của Liên đoàn Doanh nghiệp Na Uy (NHO). Từ năm 2009 đến 2013, ông là Thành viên của Quốc hội, đại diện cho Đảng Lao động và Quận Oslo. Kinh nghiệm làm việc trước đây của ông bao gồm Gjensidige (bảo hiểm) và McKinsey & Co. Ông đã từng giữ một số vị trí trong Hội đồng quản trị và có bằng luật của Đại học Oslo.